# Otto Wedig von Bonin
Otto Wedig von Bonin (* 26. Juli 1724 in Plauenthin; † 28. Juni 1796 in Karwitz) war ein preußischer Landrat und Landesdirektor in der Neumark. Er stand von 1765 bis 1784 dem Kreis Dramburg vor.
Er stammte aus der uradligen Familie Bonin. Sein Vater Tessen Ulrich von Bonin war preußischer Oberstleutnant und hatte 1719 das Gut Plauenthin im Kreis Fürstenthum erworben.
Otto Wedig von Bonin diente in der preußischen Armee, wo er im Infanterieregiment Alt Lehwaldt zuletzt Leutnant war. 1749 nahm er seinen Abschied. 1750 verkaufte er das von seinem Vater ererbte Gut Plauenthin und kaufte sich im selben Jahr das im Kreis Dramburg gelegene Gut Wutzig. Später wurde er Kammerrat in Schwedt/Oder.
Nach dem Tod des Landrates George Friedrich von Rohwedel wurde er 1765 zum neuen Landrat des Kreises Dramburg gewählt und vom König ernannt. Daneben war er ab 1781 Direktor der Feuersozietät. Das Gut Wutzig verkaufte er 1782 an seinen künftigen Schwiegersohn George Friedrich Felix von Bonin, der 1783 seine Tochter Caroline Charlotte heiratete.
Im Januar 1784 wurde Otto Wedig von Bonin als Nachfolger von Hans Friedrich von Winning Landesdirektor der Neumark. Sein Amt als Landrat gab er im Oktober 1784 an seinen Schwiegersohn George Friedrich Felix von Bonin ab. Das Amt als Landesdirektor übte er bis zu seinem Tode aus; in diesem Amt folgte ihm George Samuel Wilhelm von Gersdorff.
Er erwarb 1790 die Güter Janików und Golz. Er starb 1796, als er eine seiner Töchter auf ihrem Gut Karwitz besuchte.